# Gaspar Cardillo de Villalpando
Gaspar Cardillo de Villalpando (Segovia, 1527 – Alcalá de Henares, 1581) fue un Doctor en teología español, especializado en el comentario de la obra de Aristóteles.

## Biografía
Nació en Segovia en 1527, comenzando en dicha ciudad sus primeros estudios, que culminaron con su formación académica en la Universidad de Alcalá. 
Se hizo bachiller en 1544, se licenció en 1545, graduándose como maestro en 1547, hasta alcanzar la Cátedra de Artes en 1556, y más tarde fue catedrático de Dialéctica, Elocuencia y Filosofía, todo ello en la Universidad de Alcalá.
Fue como teólogo y diputado del Colegio Mayor de San Ildefonso al Concilio de Trento en representación de Álvaro de Mendoza. Refutó los argumentos aducidos por Luis Vives y Pedro Ramo contra el estudio de las categorías en la Lógica, distinguiendo esta ciencia de la Dialéctica. 
Sucedió a Pedro de Soto como teólogo del Papa (1562-1563) y en 1575 fue nombrado canónigo de la Colegial complutense de los Santos Justo y Pastor, en Alcalá de Henares.
Fijará la doctrina aristotélica acudiendo a las fuentes, e intentará conciliar la doctrina del maestro con la platónica. Sus ideas influyeron considerablemente en la cultura española, y sus obras sirvieron de texto largo tiempo en la Universidad de Alcalá.

## Obra

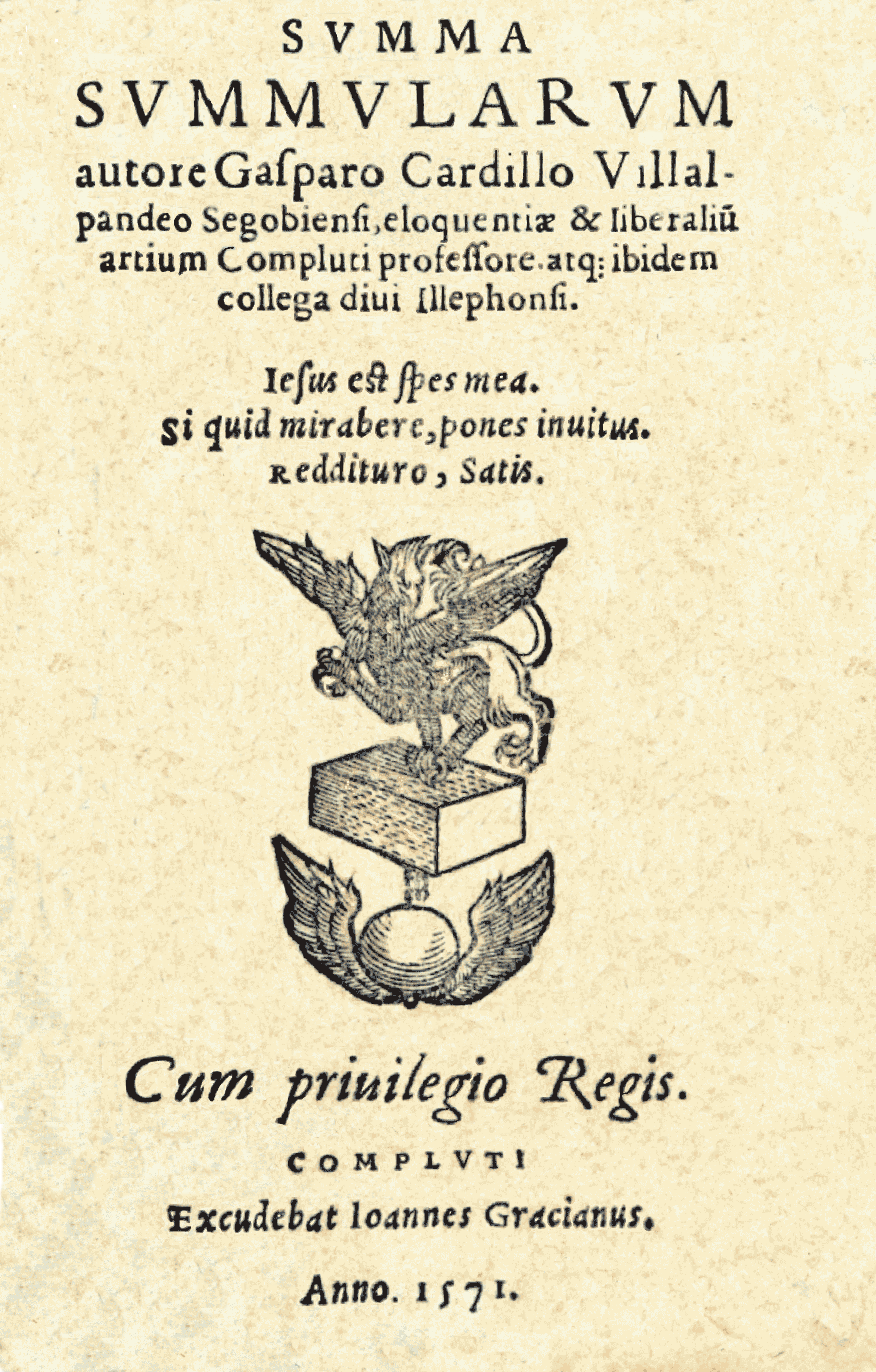
Portada del libro Summa Summularum, publicado en Alcalá de Henares en 1571 (5.ª edición).

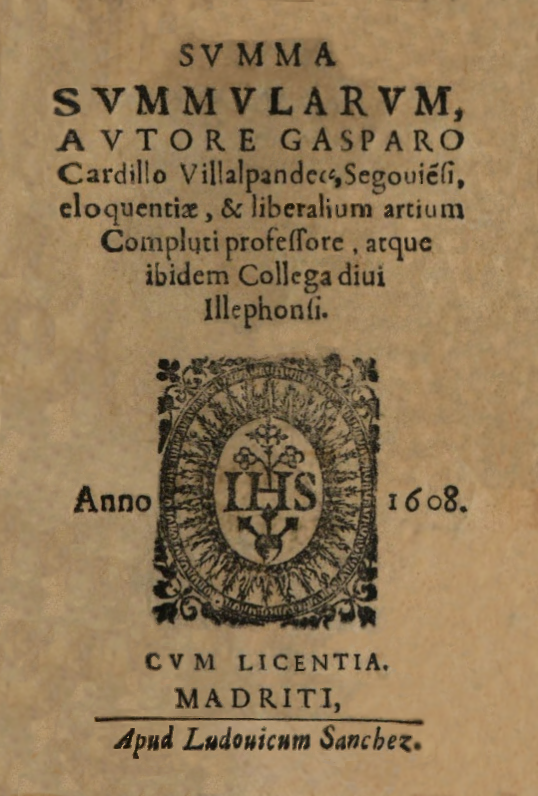
Portada del libro Summa Summularum, publicado en Madrid en 1608 (10.ª edición).

Su obra más famosa es Summa Summularum, en la que da importancia a la dialéctica, distinguiéndola de la lógica. En el comentario a los Tópicos niega la inducción. Defiende que el concepto de ser, aplicado a las categorías, no es análogo, ni unívoco, sino equívoco, pues el ente no es género. Afirmó que lo que no tiene materia carece de principio de individuación; y que la materia no es causa, sino condición de la individuación.
Publicó una Suma de las Súmulas de Pedro Hispano, citada por Cervantes en el Quijote.
El principal mérito de este escritor consiste en fijar la doctrina aristotélica acudiendo a las fuentes. Sus ideas no son muy originales, pero influyeron considerablemente en la cultura española, porque las obras de Cardillo sirvieron de texto largo tiempo en la Universidad complutense. 
No obstante, su entusiasmo aristotélico sueña en conciliar la doctrina del maestro con la platónica. Ergo peripatetici ab accidenti ita nominati sunt, cum re ipsa cum his qui academici dicebantur, consentirent. La intención merecía loa, pero faltó el talento de Fox Morcillo. Poco influyó en la mentalidad española el médico Andrés Laguna (1499-560), que pasó parte de su mocedad en París y los últimos y más provechosos veinte años de su vida en Alemania.
Buen humanista, tradujo del griego al latín los libros aristotélicos De Fisonomía, De Mundo, el tratado de plantas y el De virtutibus, que comenta con respeto, y nos legó larga copia de obras médicas y traducciones. Considerando en conjunto su pensamiento, pues ningún trabajo especialmente filosófico compuso, se le clasifica entre los naturalistas, pero, en realidad, no se aleja del maestro de Alejandro.
Tantas y tan variadas manifestaciones logró la conciencia reflexiva en el siglo XVI que se impuso la necesidad de una síntesis o al menos de un sincretismo racional que recogiese tan múltiples direcciones para fecundar con ellas la formación de una conciencia temporal colectiva.
Con verdadero instinto científico acometió la empresa Fox Morcillo, la más alta encarnación de la filosofía áurea española.
Algunas de sus obras son:
- Tratados lógicos: 
  - Comentarii in quinque voces Porphirii (1537).
  - Isagoge, sive Introductio in Aristotelis dialecticam (Alcalá, 1557).
  - Summa dialecticae Aristoteliae (1558)
  - Summa Summularum (1557), obra que Cervantes cita en el Quijote, diciendo: En verdad, hermano, que sé más de libros de caballería que de las Súmulas de Villalpando.
- Comentarios a Aristóteles:
  - In Categorías (1558).
  - In librum Perihermeneias (1558).
  - In libros de priori resolutione (1557).
  - In libros de posteriori resolutione (1558).
  - In topica Aristotelis (1559).
- Tratados físico-cosmológicos:
  - Interrogationes naturales, morales et mathematicae (1573).
  - Octo libros Physicorum Aristotelis praesertim. Questiones quae ad eosdem libros pertinent in contrariam partern disputatas (1567).
  - In quator libros de Coelo (1576).
  - In duos libros de ortu atque interitu (1569).
- Polémica sobre la inmortalidad del alma:
  - Apología Aristotelis adversus eos qui aiunt sensisse animun cum corpore extingui (1560).
- Otras:
  - In Primun librum Ethicorum Aristotelis ad Nichomachum (1555).
  - De anima, Disputationes adversus protestationes XXXIV hereticurum Augustanae confessionis (1564).
  - De Ecclesiae traditionibus (1564).
  - Eloquentiae et libelarium artium Compluti professore. Breve compendium artis Dialecticae (1599).
  - In praedicamenta, et categorías (1558).
  - In libros duos de generatione et corruptione (1568).